# NGC 4499
NGC 4499 ist eine Balken-Spiralgalaxie vom Hubble-Typ SBbc im Sternbild Zentaur am Südsternhimmel. Sie ist schätzungsweise 159 Millionen Lichtjahre von der Milchstraße entfernt und hat einen Durchmesser von etwa 85.000 Lj.
Im selben Himmelsareal befindet sich u. a. die Galaxie NGC 4507.
Das Objekt wurde am 5. Juni 1834 vom britischen Astronomen John Herschel entdeckt.